# Bakbrand
En bakbrand är en brand som kan inträffa i en bränsleanläggning där bränslet kontinuerligt eller automatiskt matas in i brännkammaren allt eftersom bränslet brinner upp.
Själva bakbranden sker när något går fel och huvudförbränningens eld sprids bakåt mot bränsleförrådet, därav uttrycket bakbrand.
Beroende på bränsleförrådets storlek kan en bakbrand få förödande konsekvenser.
Störst risk för bakbrand finns i fastbränsleanläggningar, till exempel bränslepellets, flis, torv, havre, m.m.
Normalt finns säkerhetsanordningar som ska förhindra bakbrand, men dessa kan fallera eller i vissa fall sättas ur funktion.
Till exempel i en bränslepelletsanläggning är det vanligaste skyddet mot bakbrand den plastslang som finns mellan pelletsskruv och pelletsbrännaren, och där pellets faller ner igenom. Vid en eventuell bakbrand brinner slangen av och ny pellets når inte ner i brännaren. Utan bränsle slocknar branden snart.
De flesta länders brandskyddsmyndigheter kräver en plastslang liknande denna. (Kallas på fackspråk för fallschakt)
Ett annat vanligt skydd mot bakbrand är en termostatgivare som är placerad i brännaren långt ifrån brännkammaren. Vid en eventuell bakbrand löser givaren ut, och elektroniken som styr bränsletillförseln får order om att stoppa förbränningen, mata fram kvarvarande pellets och stanna.